# Ferrocarril Nacional Provincia de Buenos Aires
El Ferrocarril Nacional Provincia de Buenos Aires (FCNPBA) fue formado el 1 de enero de 1954 a partir de los antiguos ferrocarriles Midland, Compañía General de Buenos Aires y Provincial de Buenos Aires, líneas de trocha angosta que habían sido agrupados como parte del Ferrocarril Nacional General Belgrano tras la nacionalización de los ferrocarriles en 1948 —el Ferrocarril Provincial no sería transferido hasta el 31 de diciembre de 1951, e incorporado al anterior hasta 1953—. La existencia del Ferrocarril Nacional Provincia de Buenos Aires duró hasta el 7 de octubre de 1957, fecha en que fue disuelto y reincorporado como parte del Ferrocarril Belgrano.

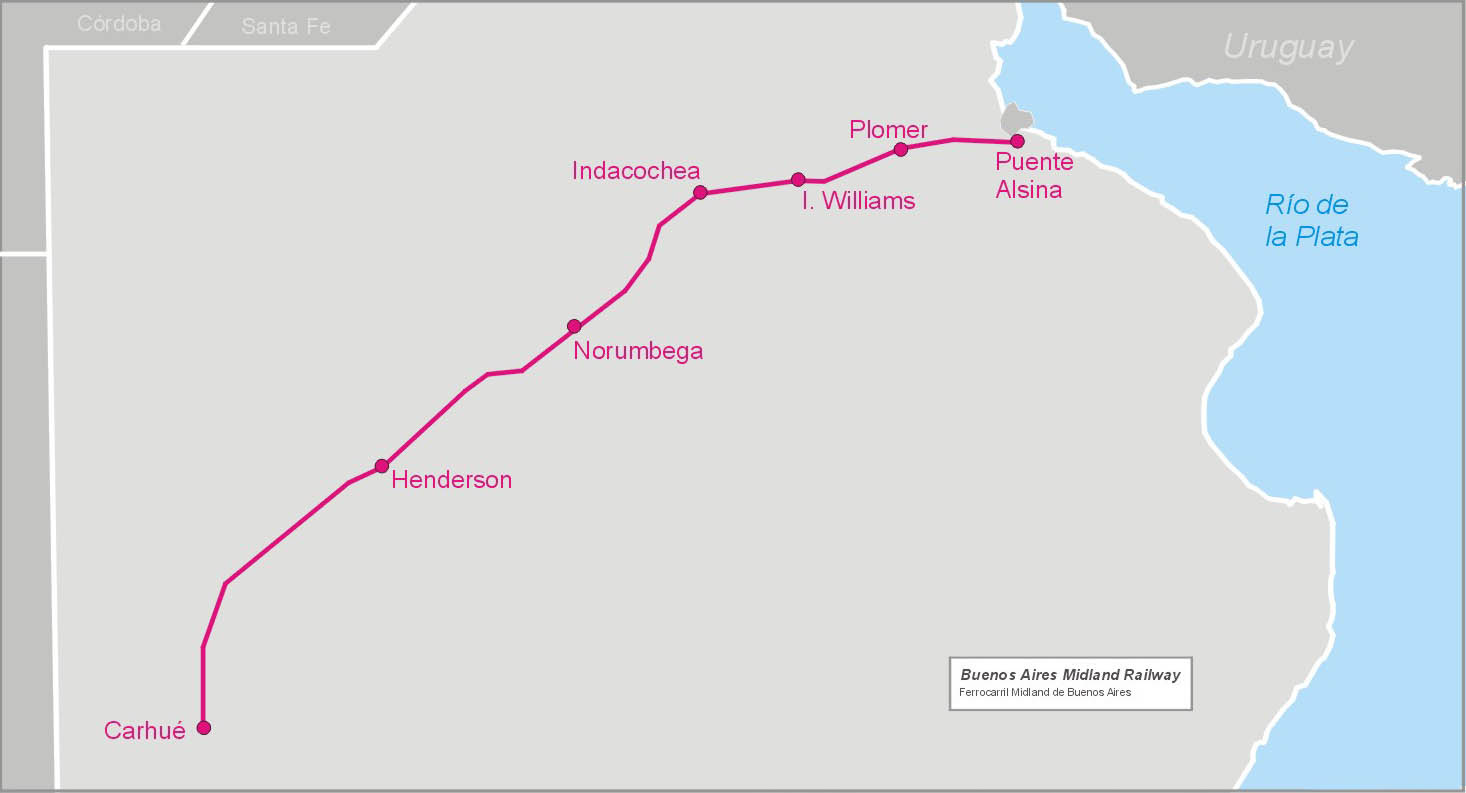
Red del Ferrocarril Midland de Buenos Aires.
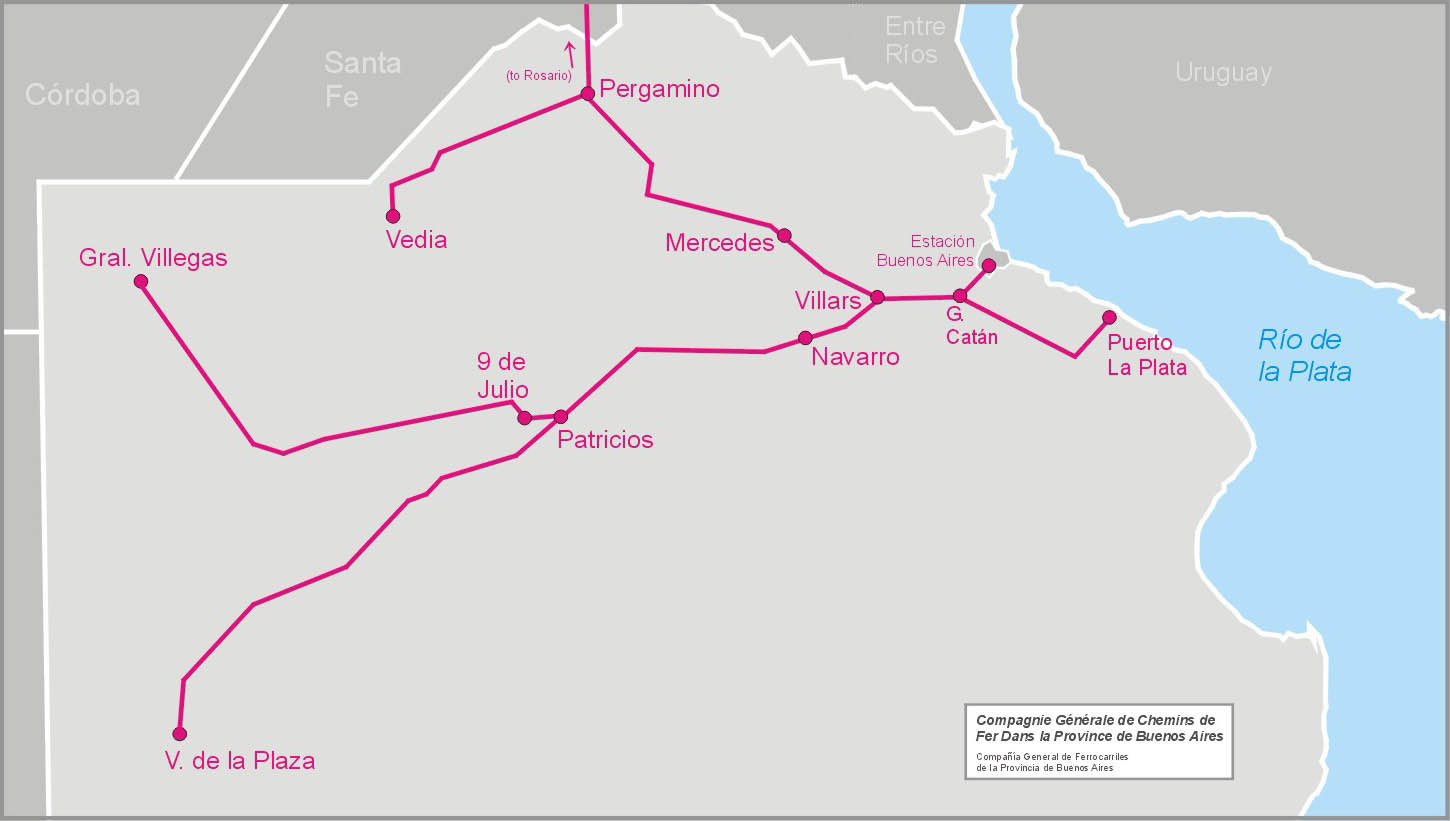
Red de la Compañía General de Ferrocarriles en la Provincia de Buenos Aires.
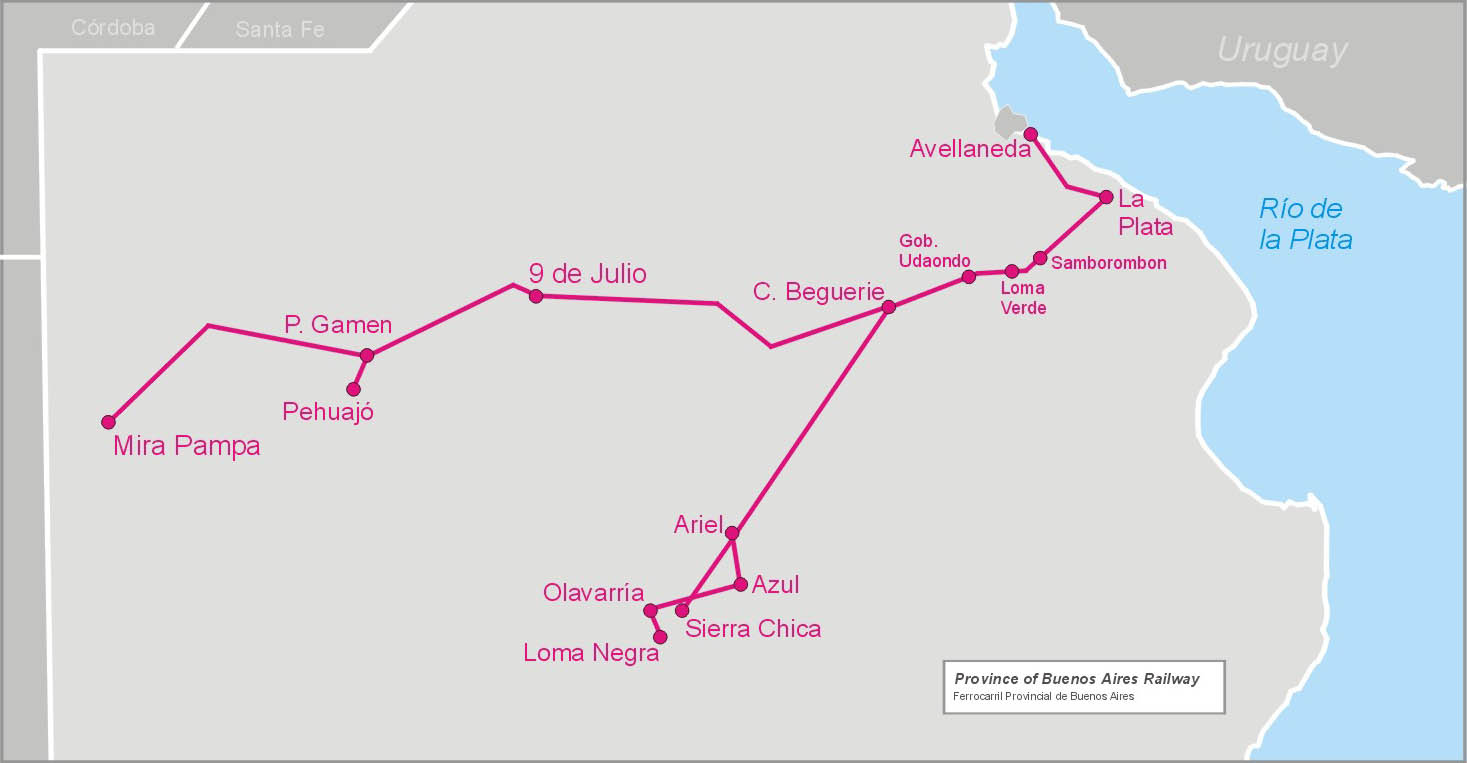
Red del Ferrocarril Provincial de Buenos Aires.